# Louise Huff

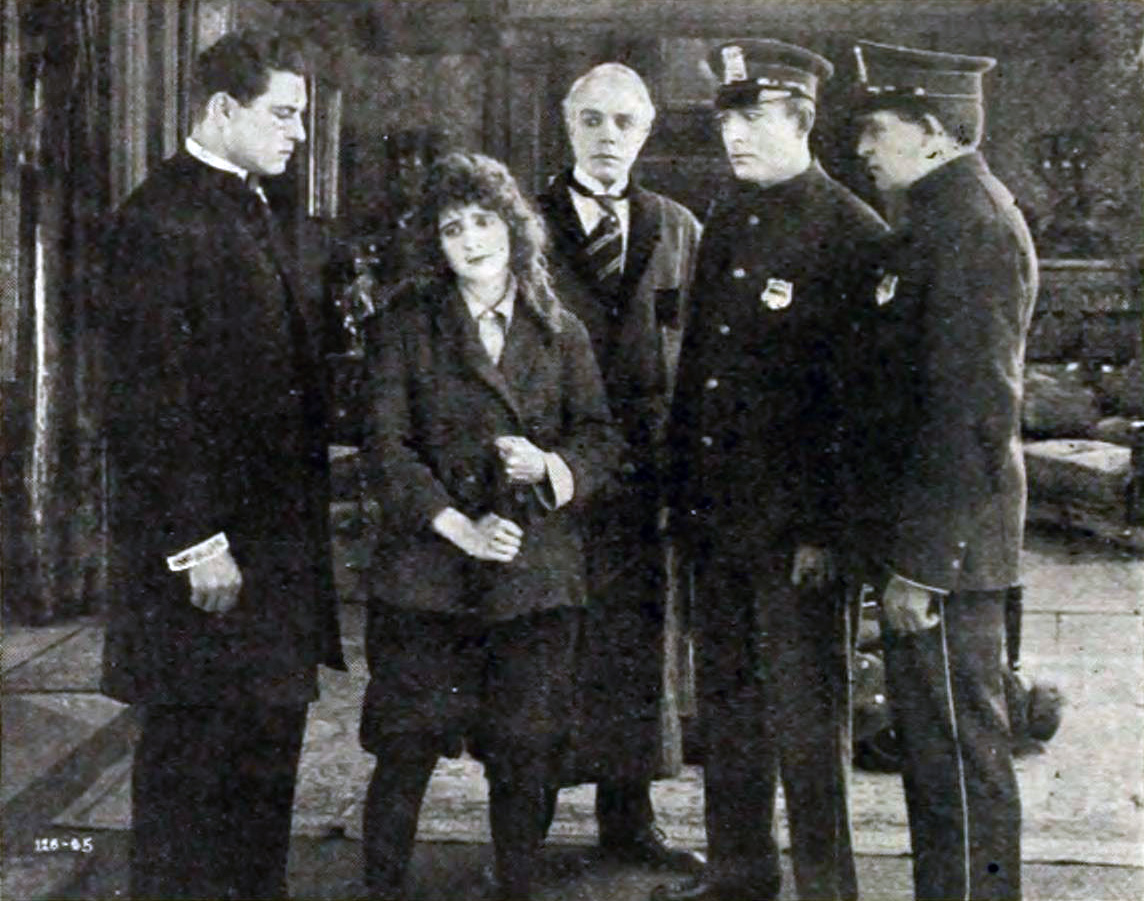
Destiny's Toy (1916)

Louise Huff (14 de noviembre de 1895 – 22 de agosto de 1973) fue una actriz cinematográfica estadounidense, activa en la época del cine mudo.

## Biografía
Nacida en Columbus, Georgia, Huff estaba emparentada con el Presidente de los Estados Unidos James K. Polk (1795 – 1849). Huff empezó su carrera interpretativa a los 15 años de edad. Participó en giras teatrales de obras como Ben-Hur y Graustark, y debutó en el cine en 1913 con In the Bishop's Carriage y Caprice. En 1916 consiguió el papel de ingenua actuando junto a Jack Pickford en la comedia de Booth Tarkington Seventeen.
Entre sus filmes más destacados figuran Great Expectations (1917), Mile-a-Minute Kendall (1918), Disraeli (1921), Oh, You Women! (1919), y The Seventh Day (1922, de Henry King, su última cinta). Huff prolongó su carrera en el cine hasta el año 1922, trabajando en ese tiempo para las productoras Famous Players-Lasky y Paramount Pictures. Fue popular por actuar en películas dirigidas por su marido, el cineasta Edgar Jones.
Como actriz teatral trabajó en el circuito de Broadway en las piezas Mary the Third y The New Englander. Ella fue directora de la Friends of the Theater and Music Collection del Museo de la Ciudad de Nueva York.
Tras divorciarse de Edgar Jones, Louise Huff se casó con Edwin A. Stillman, presidente de Watson-Stillman, una empresa fabricante de maquinaria hidráulica. La actriz falleció en el Doctors Hospital de Nueva York en 1973. Su hermana, Justina Huff, fue también actriz cinematográfica, actuando para Lubin Manufacturing Company.

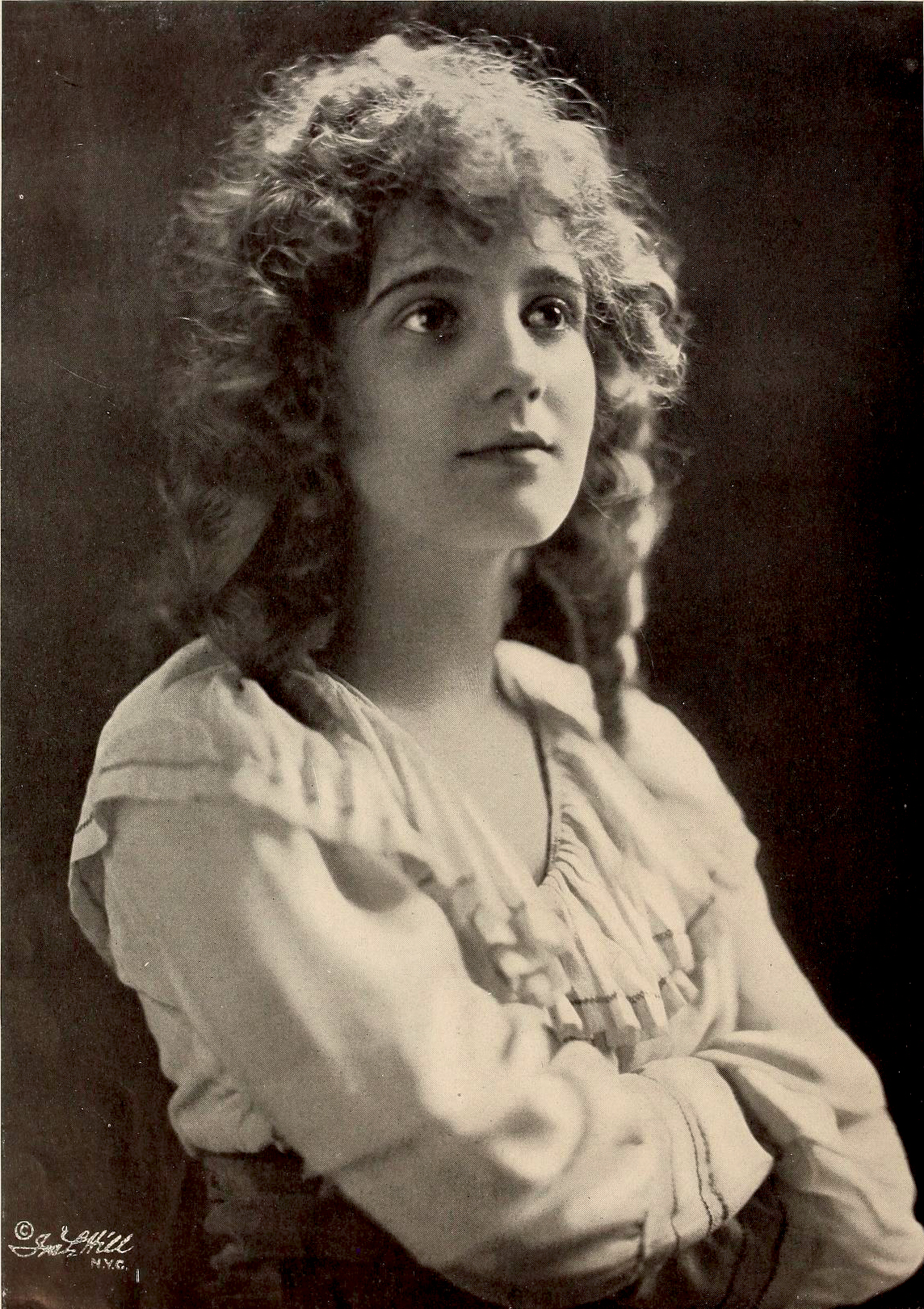
Foto publicitaria en Photo-Play Journal (1916)

## Filmografía completa

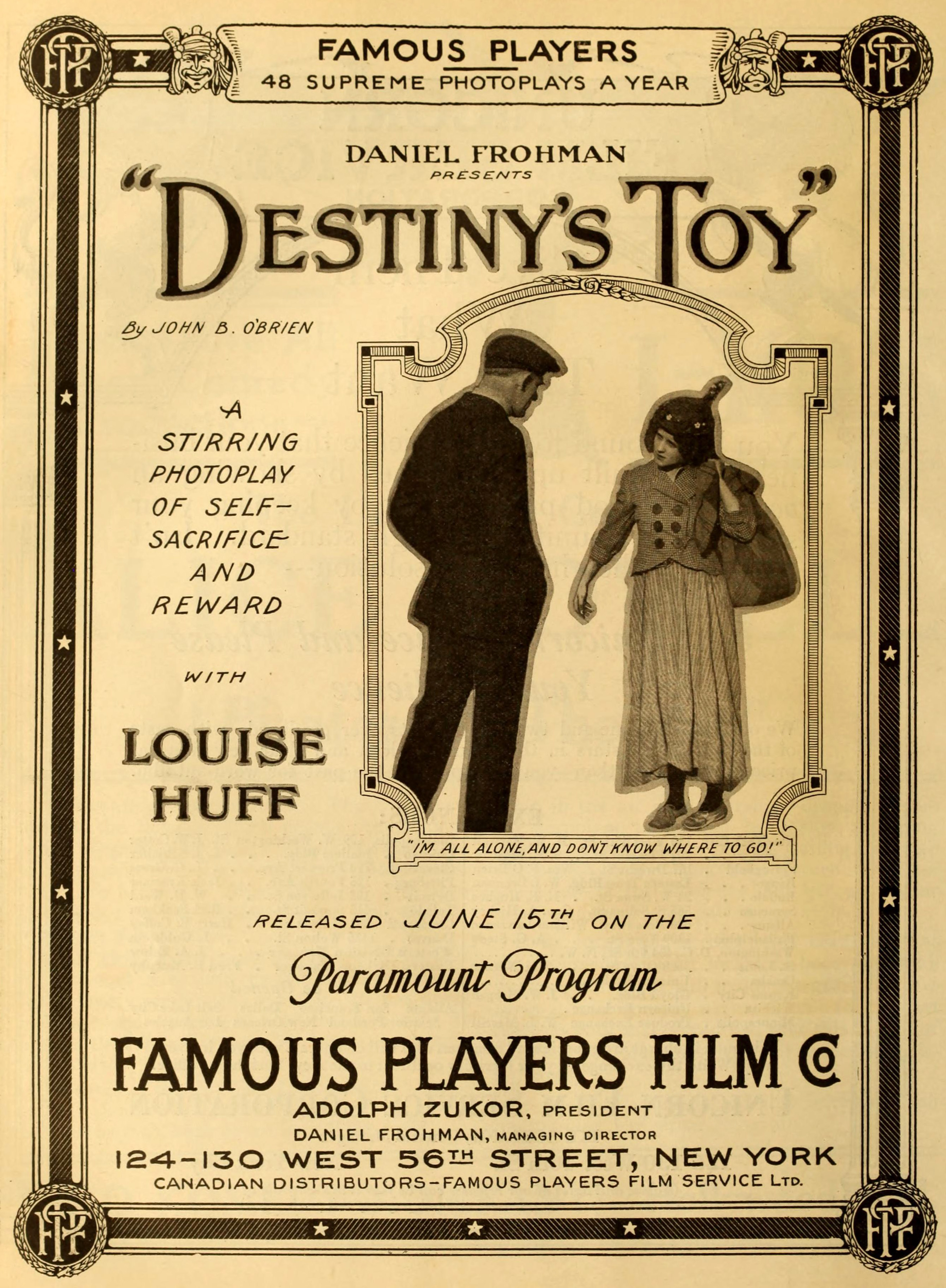
Destiny's Toy (1916)

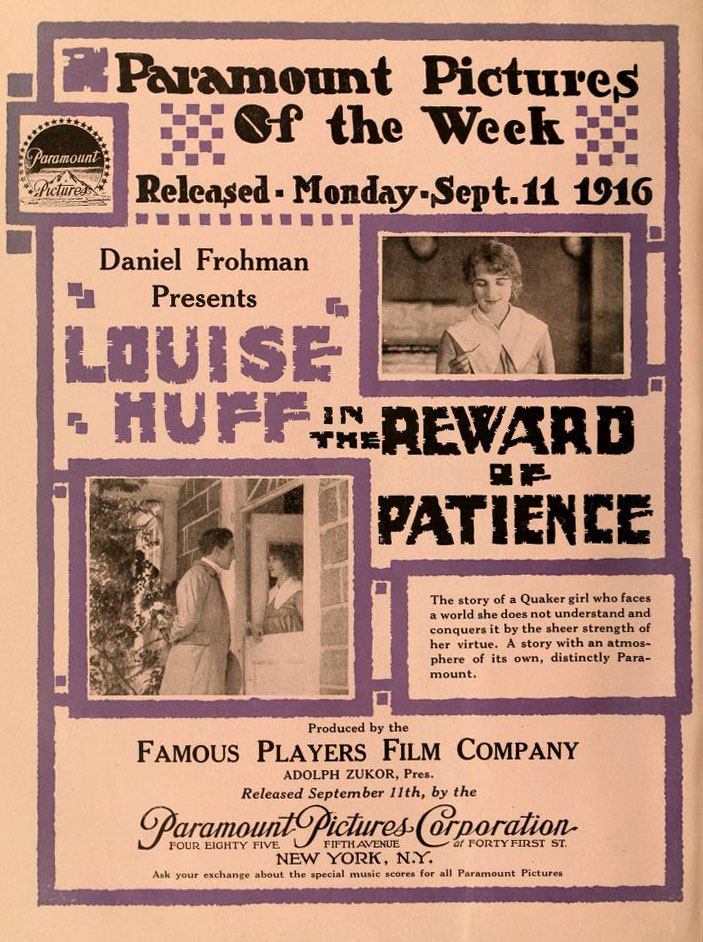
The Reward of Patience (1916)

- The Supreme Sacrifice, de George Nichols (1913)
- In the Bishop's Carriage, de J. Searle Dawley y Edwin S. Porter (1913)
- Her Supreme Sacrifice (1913)
- Caprice, de J. Searle Dawley (1913)
- Her Sick Father (1913)
- A Waif of the Desert, de Edgar Jones (1913)
- The Hazard of Youth, de George Terwilliger (1913)
- An Enemy's Aid (1913)
- Before the Last Leaves Fall, de Edgar Jones (1913)
- Between Two Fires, de Edgar Jones (1914)
- The Inscription, de Edgar Jones (1914)
- Treasures on Earth, de Edgar Jones (1914)
- The Vagaries of Fate, de Edgar Jones (1914)
- Fitzhugh's Ride, de Edgar Jones (1914)
- The Reward (1914)
- In the Gambler's Web, de Edgar Jones (1914)
- The Weaker Brother, de Edgar Jones (1914)
- A Deal in Real Estate (1914)
- A Chance in Life
- A Pack of Cards (1914)
- Love's Long Lane, de Edgar Jones (1914)
- A Country Girl, de Edgar Jones (1914)
- The Struggle Everlasting, de Edgar Jones (1914)
- The Aggressor, de Edgar Jones (1914)
- The Shell of Life
- On Lonesome Mountain
- The Greater Love, de Edgar Jones (1914)
- The Girl at the Lock, de Edgar Jones (1914)
- The Mountain Law (1914)
- In the Hills of Kentucky, de Edgar Jones (1914)
- Stonewall Jackson's Way, de Edgar Jones (1914)
- The Unknown Country
- On Moonshine Mountain
- The Shanghaied Baby, de George Terwilliger (1915)
- The Nameless Fear, de Edgar Jones (1915)
- The Little Detective (1915)
- The Winthrop Diamonds, de Edgar Jones (1915)
- The Stroke of Fate, de Joseph W. Smiley (1915)
- Indiscretion, de Edgar Jones (1915)
- A Romance of the Navy, de George Terwilliger (1915)
- Marse Covington, de Edwin Carewe (1915)
- Where the Road Divided, de Edgar Jones (1915)
- For $5,000 a Year (1915)
- The Old Homestead, de James Kirkwood (1915)
- The Ransom, de Edmund Lawrence (1916)
- The Sphinx, de John G. Adolfi (1916)
- Blazing Love, de Kenean Buel (1916)
- Destiny's Toy, de John B. O'Brien (1916)
- The Reward of Patience, de Robert G. Vignola (1916)
- Seventeen, de Robert G. Vignola (1916)
- Great Expectations, de Robert G. Vignola y Paul West (1917)
- The Lonesome Chap, de Edward LeSaint (1917)
- Freckles, de Marshall Neilan (1917)
- What Money Can't Buy, de Lou Tellegen (1917)
- The Varmint, de William Desmond Taylor (1917)
- Ghost House, de William C. de Mille (1917)
- Jack and Jill, de William Desmond Taylor (1917)
- Wild Youth, de George Melford (1918)
- His Majesty, Bunker Bean, de William Desmond Taylor (1918)
- Mile-a-Minute Kendall, de William Desmond Taylor (1918)
- Sandy, de George Melford (1918)
- T'Other Dear Charmer, de William P.S. Earle (1918)
- The Sea Waif, de Frank Reicher (1918)
- Heart of Gold, de Travers Vale (1919)
- The Crook of Dreams, de Oscar Apfel (1919)
- The Little Intruder, de Oscar Apfel (1919)
- Oh, You Women!, de John Emerson (1919)
- The Stormy Petrell, de Van Dyke Brooke (1919)
- What Women Want, de George Archainbaud (1920)
- The Dangerous Paradise, de William P.S. Earle (1920)
- Disraeli, de Henry Kolker (1921)
- The Seventh Day, de Henry King (1922)